# Будинок на вулиці Володимирській, 51 (Хмельницький)
Будинок по вулиці Володимирській, 51 у м. Хмельницькому — побудований у 1909 році, належить до списку пам'яток міста Хмельницького. Перші роки свого існування слугував для потреб Проскурівського комерційного училища. У 1970-х роках фасад будинку був серйозно змінений. Сучасне приміщення використовується навчально-виховним об'єднанням № 5 міста Хмельницького імені Сергія Єфремова.

## Історія

### Виникнення комерційного училища
Середні навчальні заклади, котрі почали з'являтись наприкінці 19 століття на території Російської імперії, мали назву комерційних училищ. Навчання в них було зосереджено на торгово-промисловій діяльності. Викладались спеціальні дисципліни: товарознавство, бухгалтерія, увага приділялась і загальноосвітнім напрямам. Після закінчення такого училища, молода людина могла сподіватись на продовження свого навчання у різних вищих навчальних закладах, економічної або торговельної направленості. Комерційні училища звичайно відкривались на кошти купців. Перше проскурівське комерційне училище з'явилось у 1908 році. Воно було створено завдяки зусиллям єврейської общини міста. Хоча у Проскурові початку 20 століття вже функціонувало Олексіївське реальне училище, проте кількість учнів єврейського походження, які могли бути прийняті у його стіни, не мала перевищувати 10% від загальної кількості. Ця обставина стала причиною того, що у 1907 виникло питання про існування у Проскурові училища, де кількість учнів — дітей єврейського походження, була би більше половини. Організація такого навчального закладу не передбачала виділення бюджетних коштів. В місті ініціатива була прийнята схвально і тому з 1 вересня 1908 року у комерційному училищі почали навчатись діти. Перші місяці навчання пройшли у тимчасовому приміщенні, яке виконувало роль класних кімнат. Одночасно з цим, по вулиці Дворянській було розпочато спорудження будівлі для комерційного училища. Три поверхи будинку були повністю збудовані вже наприкінці 1909 року.

### Особливості навчального процесу та фінансування

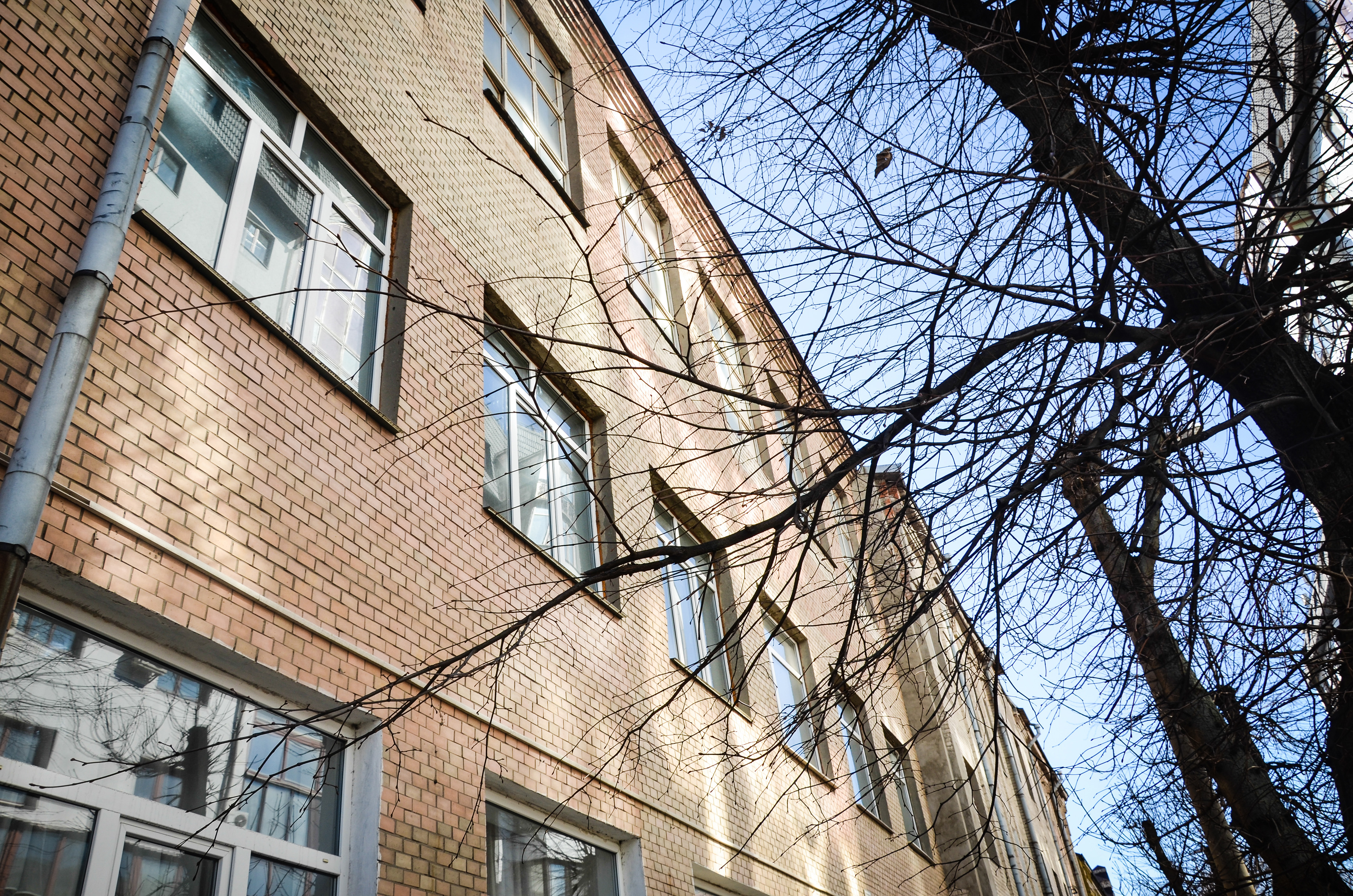
У 70-х роках XX століття архітектура будинку стала більш стриманою.

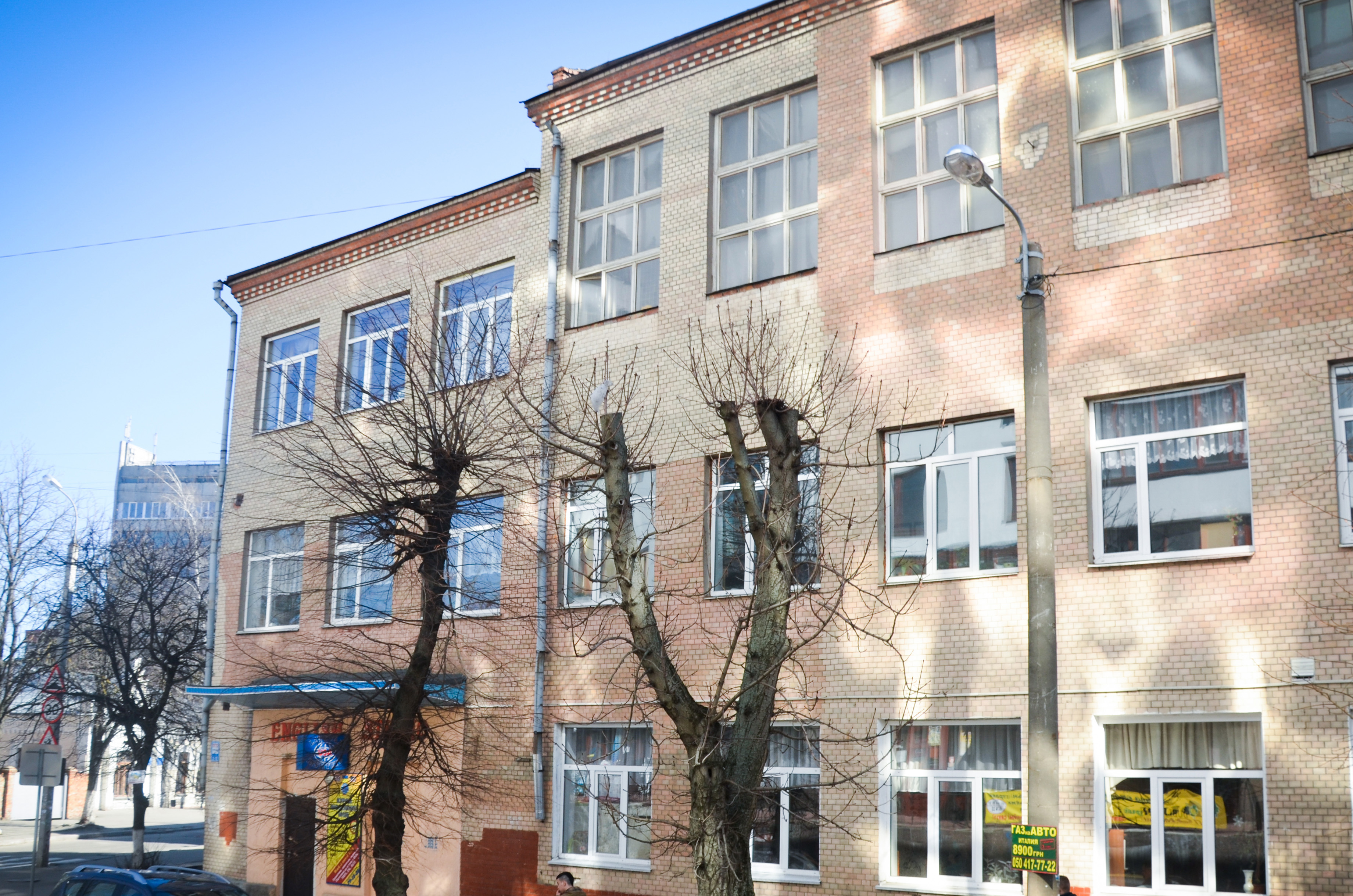
Колись у будинку по Володимирській, 51, знаходилось Проскурівське комерційне училище.

У комерційному училищі навчалось 300–400 дітей. Основною частиною учнів були хлопці, у стінах закладу здобувало освіту лише 11 дівчат. Батьки учнів мали вносити плату до навчального закладу, яка щорічно становила від вісімдесяти до ста вісімдесяти рублів. Утримання приміщення передбачало суму, розміром 30 тисяч рублів щорічно, і більша її частина збиралась шляхом плати за навчання. Існувала організація «Громада допомоги учням», завдяки якій також забезпечувалась певна частина коштів. Видними учасниками цієї громади були Є.Горенштейн, дворянин Стефан Дєрєвоєд, батько якого побудував відому аптеку на Проскурівській, купець С. Вассерман. 1912 року в комерційному училищі було 350 учнів. Тривалість навчання становила 9 років, один клас був підготовчим і вісім класів — основними. В училищі була розташована бібліотека, кабінети товарознавства, природничих наук, хімії, діяла фізична лабораторія. За декілька років змінились декілька директорів закладу: Єфим Гофман став першим директором училища, Матвій Лютов займав цю посаду у 1910–1911 роках, а далі, у 1912 році на цій посаді вже був Василь Кузнецький.

### Закриття комерційного училища і подальша історія
Проскурівське комерційне училище продовжувало свою роботу до 1919–1920 років. Потім навчальний процес у цьому закладі припинився. Через роки у будинку по вулиці Володимирській, 51, була відкрита школа № 3. Її випускниками були Петро Семенюк, який став керівником підпільної організації та воїн-інтернаціоналіст Володимир Пилипчук.Будинок має історичну цінність і належить до пам'яток історії Хмельницького, тому що в ньому знаходився штаб Богунської бригади 1-ї Української Радянської дивізії. Охоронний номер пам'ятки місцевого значення — № 30. Поряд із штабом розміщувався госпіталь бригади, які відзначилась у процесі визволення Проскурова. У наш час у цьому приміщенні знаходиться навчально-виховне об'єднання № 5.

## Архітектура

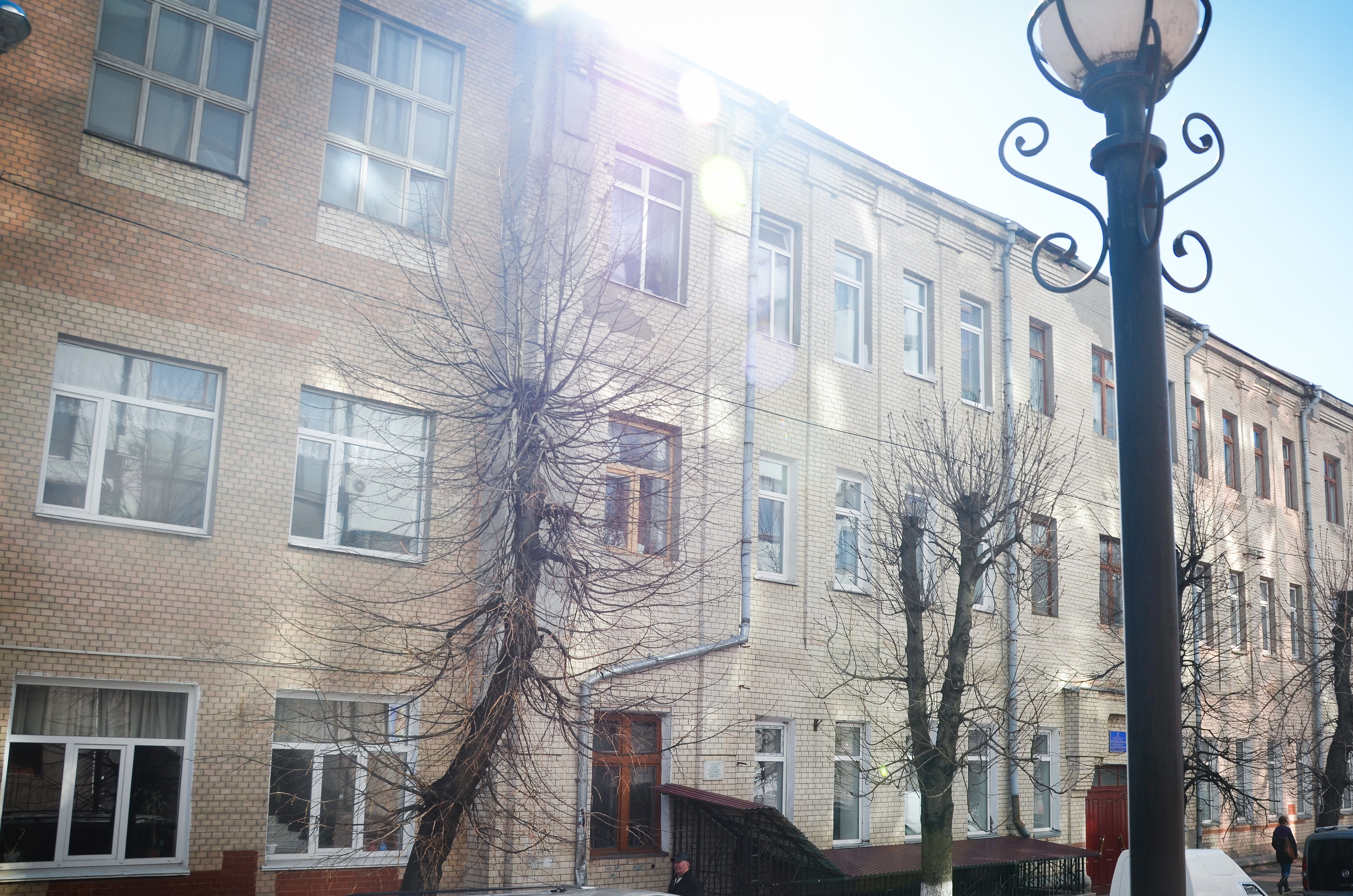
Значні зміни відбулись з фасадом будинку по вулиці Володимирській, 51

Після завершення будівництва фасад трьохповерхового будинку по вул. Володимирській,51, мав зовсім інший вигляд, ніж у 21 столітті. Зовнішнє оздоблення будинку ніколи не відрізнялось шикарними елементами архітектури, проте головний акцент архітектурного ансамблю був зроблений на карниз з кованими ажурними балконами, також містились надбудовані декоративні елементи. У 1970-х роках минулого століття зовнішній вигляд будинку став більш стриманим, карниз — знищили, а на фасаді будинку з цього часу містилась звичайна плитка сірого кольору. Будинок лишився свого первозданного вигляду.